# Przypadki pewnego Chińczyka
Przypadki pewnego Chińczyka (fr. Les Tribulations d’un Chinois en Chine, 1879) – jednotomowa powieść Juliusza Verne’a wchodząca w skład cyklu Niezwykłe podróże złożona z 22 rozdziałów.
Pierwszy polski przekład pojawił się w 1879.
W języku polskim powieść drukowana była pod następującymi tytułami:

- 1879 Utrapienie Chińczyka w Chinach
- 1880 Kłopoty Chińczyka w Chinach
- 1937 Przygody ucznia filozofa Wanga
- 1987 Przypadki pewnego Chińczyka

Na jej motywach nakręcony był film „Człowiek z Hongkongu” 1965 (w roli tytułowej wystąpił Jean-Paul Belmondo). 

## Treść

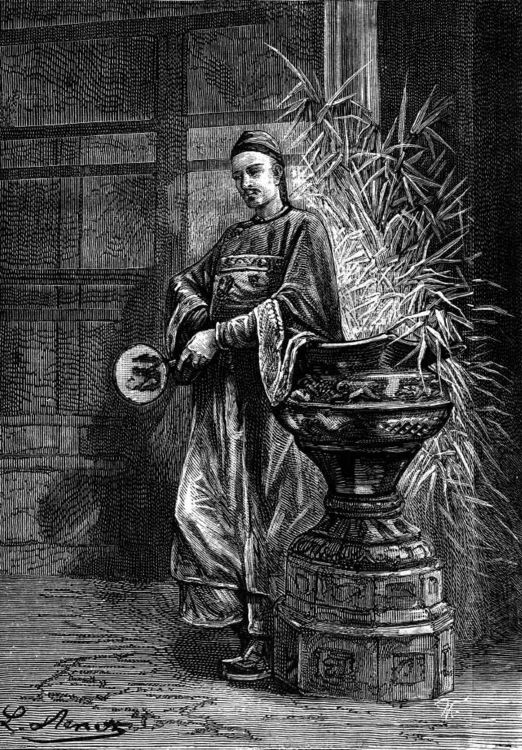
Kin Fo.

Akcja toczy się w II połowie XIX wieku w Chinach. Główny bohater, Chińczyk Kin Fo, jest bogatym mieszkańcem Szanghaju, posiadającym wielu przyjaciół i mającym niedługo się ożenić z ukochaną kobietą. Nie jest jednak do końca szczęśliwy, przez całe życie dręczy go melancholia, nuda. Pragnie nowych wrażeń, ale życie mu ich nie zapewnia.
Pewnego dnia Kin Fo otrzymuje list od swojego amerykańskiego korespondenta. Dowiaduje się z niego, że cały jego majątek przepadł wskutek nietrafionej inwestycji. Wówczas Chińczyk, nie chcąc żyć w biedzie, decyduje się popełnić samobójstwo. Wykupuje polisę w amerykańskim towarzystwie ubezpieczeniowym, która w razie jego śmierci ma zapewnić bardzo wysokie odszkodowanie jego narzeczonej oraz najbliższemu przyjacielowi - filozofowi Wangowi. Ciesząc się, że jego bliscy są zabezpieczeni, decyduje się zażyć śmiertelną dawkę opium. Jednak rezygnuje z tego, gdyż dochodzi do wniosku, że chce ostatni raz przed śmiercią doznać wzruszenia, które przerwie jego melancholię. Udaje się do Wanga i informuje go o sytuacji. Prosi go, by to on go zabił. Oddaje do jego ręki list, w którym wyznaje, że popełnił samobójstwo z własnej winy, by Wang nie miał kłopotów prawnych, oraz mówi Wangowi, że dostanie dużo pieniędzy z ubezpieczenia w razie jego śmierci. Wang po pewnym wahaniu zgadza się. Obaj ustalają, że śmierć Kin Fo ma być nieprzewidywalna i zaskakująca. Kin Fo nie chce wiedzieć kiedy ani jak zginie, gdyż chce w chwili śmierci doznać wzruszenia, którego nie doznał już dawno w życiu.

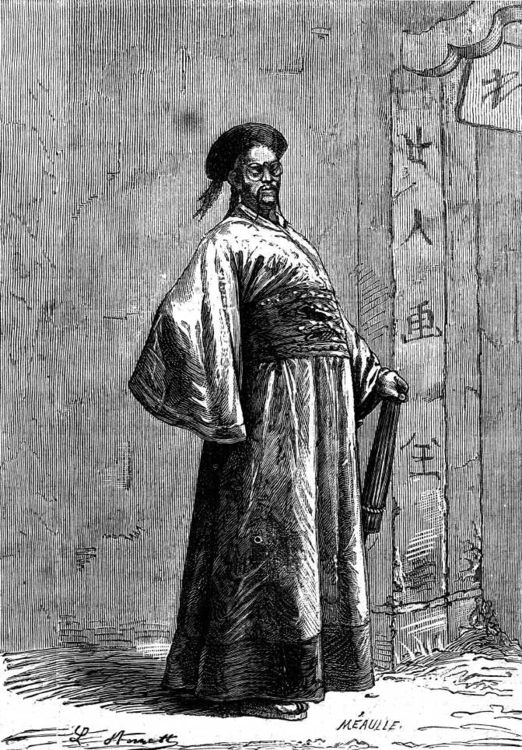
Wang.

Kiedy Kin Fo wraca do domu, okazuje się, że doszedł drugi list. W liście tym korespondent informuje, że Kin Fo nie tylko nie zbankrutował, ale jeszcze pomnożył swój majątek. Uszczęśliwiony Chińczyk wraca do Wanga, by poinformować go o tym i odwołać swoją prośbę. Jednak nigdzie nie może go znaleźć. Jest coraz bardziej przerażony. Zaczyna się ukrywać. Zwierza się z kłopotów towarzystwu ubezpieczeniowemu, w którym wziął polisę. Szef towarzystwa, obawiając się, że Wang gdzieś nadal planuje zabójstwo, które może narazić na koszty towarzystwo ubezpieczeniowe, daje Kin Fo dwóch pracowników firmy do ochrony. Wraz z nimi oraz swoim niezbyt rozgarniętym służącym, Sunem, Kin Fo rozpoczyna dramatyczne poszukiwanie Wanga. Jednak mimo podejmowanych wysiłków nie są w stanie go odnaleźć. 
Po jakimś czasie dochodzi do nich list od Wanga. Wang pisze w nim, że mimo obietnicy nie był w stanie zabić przyjaciela. W związku z tym jego prośbę przekazał znanemu chińskiemu bandycie Leo Szenowi. Wręczył mu też otrzymany od Kina list, w którym Kin wyznaje, że popełnił samobójstwo z własnej winy. Kin Fo jest coraz bardziej przerażony. Udaje się więc, wraz z towarzyszami, do domniemanej siedziby bandyty, by wykupić feralny list. Jednak po drodze okazuje się, że minął termin polisy ubezpieczeniowej, więc dwaj ochroniarze go opuszczają.
Kin Fo wraz z Sunem docierają samotnie do siedziby Leo Szena. Kiedy stają w nim oko w oko Kin proponuje pieniądze za list. Leo Shen odmawia. Zarzuca Kinowi, że obraził Buddę gardząc darem życia i tylko jego śmierć może to pomścić. Kin Fo zostaje związany i w skrzyni przetransportowany w nieznane miejsce. Spodziewa się śmierci, ale kiedy zdjęto mu opaskę z oczu, okazuje się, że wokół stoi Wang i jego przyjaciele. 
Przyjaciele wyznają mu, że zrobili mu kawał, gdyż chcieli by docenił wartość życia. Wang zapewnił, że ów list oddał jego narzeczonej, która go kocha i nie chce żeby umarł. Po tej przygodzie Kin Fo ożenił się i już więcej nie miał stanów melancholijnych.

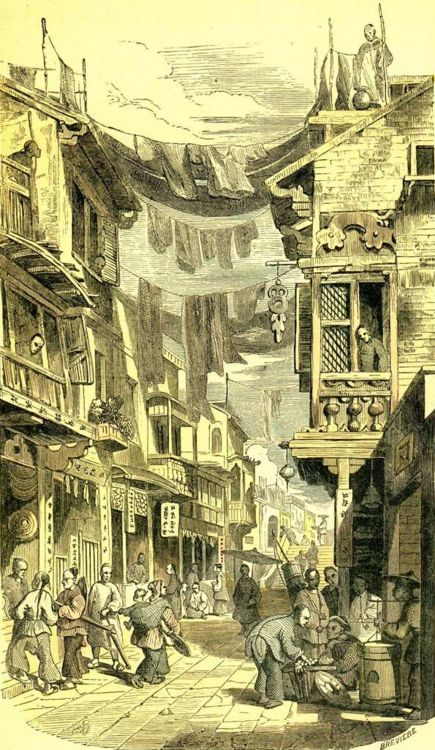
Chińska ulica.

## Ekranizacje
- Człowiek z Hongkongu – francusko-włoski film z 1965 roku